# Starościn (gromada w powiecie namysłowskim)
Starościn – dawna gromada, czyli najmniejsza jednostka podziału terytorialnego Polskiej Rzeczypospolitej Ludowej w latach 1954–1972.
Gromady, z gromadzkimi radami narodowymi (GRN) jako organami władzy najniższego stopnia na wsi, funkcjonowały od reformy reorganizującej administrację wiejską przeprowadzonej jesienią 1954 do momentu ich zniesienia z dniem 1 stycznia 1973, tym samym wypierając organizację gminną w latach 1954–1972.
Gromadę Starościn z siedzibą GRN w Starościnie utworzono – jako jedną z 8759 gromad na obszarze Polski – w powiecie namysłowskim w woj. opolskim, na mocy uchwały nr VII/23/54 WRN w Opolu z dnia 4 października 1954. W skład jednostki weszły obszary dotychczasowych gromad Starościn, Siemysłów i Pieczyska ze zniesionej gminy Siemysłów oraz Żbica i Osiek Duży ze zniesionej gminy Biestrzykowice w tymże powiecie. Dla gromady ustalono 13 członków gromadzkiej rady narodowej.
Gromadę zniesiono 31 grudnia 1961, a jej obszar włączono do gromad: Świerczów (wsie Starościn, Osiek Duży, Osiek Mały, Zbica i Pieczysko) i Domaszowice (wieś Siemysłów z przysiółkami) w tymże powiecie.